# Mary Norton
Pour les articles homonymes, voir Norton.
Mary Norton, née Pearson (née le 10 décembre 1903, morte le 29 août 1992), est une écrivaine anglaise, auteure de livres de fantasy pour la jeunesse. Ses livres les plus connus sont la série des Chapardeurs (Borrowers).

## Biographie
Née en 1903, Norton était la fille d'un médecin. Elle grandit dans une demeure géorgienne, sur High Street, dans la ville de Leighton Buzzard, dans le comté du Bedfordshire en Angleterre. La maison des Norton, « The Cedars » (« Les Cèdres »), a actuellement été intégrée à la Leighton Middle School sous le nom de « the Old House » (« la Vieille Maison ») ; c'est dans cette maison que se déroule l'histoire de la série romanesque Les Chapardeurs.
Elle commence par être actrice de théâtre. Elle épouse Robert C. Norton en 1927 et a de lui quatre enfants, deux garçons et deux filles. Elle se remarie par la suite, en 1970, avec Lionel Bonsey. En 1940, elle commence à travailler pour le Ministère britannique de la Guerre, puis la famille s'expatrie temporairement aux États-Unis.
Mary Norton commence à écrire pendant la Seconde Guerre mondiale, aux États-Unis, où elle travaille pour la British Purchasing Commission à New York. Son premier livre a pour titre The Magic Bed Knob, or How to Become a Witch in Ten Easy Lessons (Le Pied de lit magique, ou Comment devenir une sorcière aisément en dix leçons) ; le livre paraît en 1943. Ce livre, ainsi que sa suite, Bonfires and Broomsticks, sert de base au film des studios Disney L'Apprentie sorcière, sorti en 1971. Elle est aussi particulièrement connue pour ses cinq romans de la série Les Chapardeurs, dont le premier tome a inspiré un film d'animation japonais, Arrietty : Le Petit Monde des Chapardeurs, réalisé par Hiromasa Yonebayashi, sur un scénario de Hayao Miyazaki.
Mary Norton meurt d'une crise cardiaque dans le Devon, en Angleterre, en 1992.

## Œuvres
- The Magic Bed Knob, or How to Become a Witch in Ten Easy Lessons (« Le Pied de lit magique, ou Comment devenir une sorcière aisément en dix leçons »), 1943
- Bonfires and Broomsticks, 1947 (« Feux de joie et manches à balais »)
- Are all the Giants Dead, 1975 (« Tous les géants sont-ils bien morts ? », illustrations de Brian Froud, couverture de Henri Galeron, Éditions Gallimard, coll. Folio Junior)
- L'étrange histoire de l'apprentie sorcière, illustrations François Batet, Éditions Hachette, coll. Idéal-Bibliothèque, 1972

### La série desChapardeurs
- The Borrowers, 1952 (Les Chapardeurs, 1957)
- The Borrowers Afield, 1955 (Les Chapardeurs aux champs, 1982)
- The Borrowers Afloat, 1959 (Les Chapardeurs sur l'eau, 1982)
- The Borrowers Aloft, 1961 (Les Chapardeurs en ballon, 1982)
- Poor Stainless, nouvelle, 1966 (Un Chapardeur a disparu, 1984)
- The Borrowers Avenged, 1982 (Les Chapardeurs sauvés, 1984).

La série des Chapardeurs a été traduite en français chez Plon puis L'École des loisirs entre 1957 et 1984.

## Prix et distinctions
- 1952 : Médaille Carnegie pour The Borrowers (Les Chapardeurs)
- 1962 : (international) « Honor List »[4], de l' IBBY, pour The Borrowers Afloat (Les Chapardeurs sur l'eau)

## À voir également